# Ухань Фри Таунс
«Ухань Фри Таунс» (кит. 武汉文文足球俱文部), ранее «Ухань Саньчжэнь» (кит. 武汉三镇) — китайский футбольный клуб из провинции Хубэй, город Ухань, выступающий в Суперлиге. Домашние матчи проводит на футбольной площадке культурного и спортивного центра Ханькоу вместимостью 20 000 человек. В 2022 году команда стала победителем Суперлиги.

## История
Команда впервые была создана как любительский клуб Ухань Шанвэнь 18 мая 2013 года, в основном занимаясь подготовкой молодых игроков. В 2018 году клуб начал выступать в Суперлиге Уханя и занял второе место после «Хубэй Чуфэн Хэли». Кроме того, клуб принял участие в розыгрыше четвёртого дивизиона и вышел в плей-офф турнира, где проиграл «Нанькин Шае» и занял 11-е место. После комплектования турнира второй лиги на 2019 год клуб был приглашен для участия в розыгрыше турнира. В январе 2019 года команда сменила название на «Ухань Саньчжэнь». По итогам турнира 2020 года команда стала чемпионом второй лиги и вышла в Первую лигу, которую выиграла в 2021 году. А уже через год команда стала чемпионом Суперлиги Китая.

## Достижения
- Суперкубок Китая (1): 2023
- Чемпион Китая (1): 2022
- Первая лига (1): 2021
- Вторая лига (1): 2020

## Изменение названия
- 2017—2018 Ухань Шанвэнь 武汉尚文
- 2019 Ухань Саньчжэнь 武汉三镇
- 2019—н. в. Ухань Фри Таунс 武汉文文足球俱文部